# Netball op de Gemenebestspelen 2010
Netball is een van de sporten die werden beoefend tijdens de Gemenebestspelen 2010 in de Indiase hoofdstad Delhi. De wedstrijden vonden van 4 tot en met 14 oktober plaats in het Thyagaraj Sports Complex.
Netball is een van de drie sportdisciplines op deze Spelen die alleen door vrouwen werden beoefend. De ritmische sportgymnastiek en het synchroonzwemmen zijn de andere twee.

## Medaillewinnaars
| Discipline | Goud          | Zilver    | Brons    |
| ---------- | ------------- | --------- | -------- |
| Vrouwen    | Nieuw-Zeeland | Australië | Engeland |

## Wedstrijden

### Vrouwen

#### Groepsfase
| # | Land               | W - G - V | Pnt | V-T     |
| - | ------------------ | --------- | --- | ------- |
| 1 | Australië          | 5 - 0 - 0 | 10  | 385-172 |
| 2 | Jamaica            | 4 - 0 - 1 | 8   | 362-217 |
| 3 | Malawi             | 3 - 0 - 2 | 6   | 292-262 |
| 4 | Trinidad en Tobago | 2 - 0 - 3 | 4   | 249-275 |
| 5 | Samoa              | 1 - 0 - 4 | 2   | 246-291 |
| 5 | India              | 0 - 0 - 5 | 0   | 123-441 |

| Datum | Team 1             | Uitslag | Team 2             |
| ----- | ------------------ | ------- | ------------------ |
| 04/10 | Australië          | 76-39   | Samoa              |
| 04/10 | Jamaica            | 75-36   | Trinidad en Tobago |
| 05/10 | Jamaica            | 71-48   | Malawi             |
| 05/10 | Australië          | 113-18  | India              |
| 06/10 | Malawi             | 82-26   | India              |
| 06/10 | Trinidad en Tobago | 52-51   | Samoa              |
| 07/10 | Trinidad en Tobago | 77-26   | India              |
| 07/10 | Australië          | 60-46   | Jamaica            |
| 08/10 | Jamaica            | 70-46   | Samoa              |
| 08/10 | Australië          | 74-35   | Malawi             |
| 09/10 | Malawi             | 61-50   | Trinidad en Tobago |
| 09/10 | Samoa              | 69-26   | India              |
| 10/10 | Jamaica            | 100-27  | India              |
| 10/10 | Malawi             | 67-41   | Samoa              |
| 10/10 | Australië          | 62-34   | Trinidad en Tobago |

| # | Land                | W - G - V | Pnt | V-T     |
| - | ------------------- | --------- | --- | ------- |
| 1 | Nieuw-Zeeland       | 5 - 0 - 0 | 10  | 403-137 |
| 2 | Engeland            | 4 - 0 - 1 | 8   | 346-167 |
| 3 | Zuid-Afrika         | 3 - 0 - 2 | 6   | 257-253 |
| 4 | Barbados            | 2 - 0 - 3 | 4   | 206-338 |
| 5 | Cookeilanden        | 1 - 0 - 4 | 2   | 203-359 |
| 5 | Papoea-Nieuw-Guinea | 0 - 0 - 5 | 0   | 211-372 |

| Datum | Team 1        | Uitslag | Team 2              |
| ----- | ------------- | ------- | ------------------- |
| 04/10 | Nieuw-Zeeland | 102-21  | Papoea-Nieuw-Guinea |
| 04/10 | Engeland      | 81-20   | Barbados            |
| 05/10 | Engeland      | 54-36   | Zuid-Afrika         |
| 05/10 | Nieuw-Zeeland | 87-24   | Cookeilanden        |
| 06/10 | Barbados      | 60-46   | Cookeilanden        |
| 06/10 | Zuid-Afrika   | 60-46   | Papoea-Nieuw-Guinea |
| 07/10 | Nieuw-Zeeland | 47-41   | Engeland            |
| 07/10 | Barbados      | 61-55   | Papoea-Nieuw-Guinea |
| 08/10 | Nieuw-Zeeland | 70-29   | Zuid-Afrika         |
| 08/10 | Engeland      | 81-33   | Cookeilanden        |
| 09/10 | Zuid-Afrika   | 59-43   | Barbados            |
| 09/10 | Cookeilanden  | 60-58   | Papoea-Nieuw-Guinea |
| 10/10 | Engeland      | 89-31   | Papoea-Nieuw-Guinea |
| 10/10 | Nieuw-Zeeland | 97-22   | Barbados            |
| 10/10 | Zuid-Afrika   | 73-40   | Cookeilanden        |

#### Plaatsingronde
| Datum | Plaats         | Team 1              | Uitslag     | Team 2             |
| ----- | -------------- | ------------------- | ----------- | ------------------ |
| 11/10 | 11e-12e plaats | Papoea-Nieuw-Guinea | 78-41       | India              |
| 11/10 | 9e-10e plaats  | Samoa               | 68-43       | Cookeilanden       |
| 11/10 | 7e-8e plaats   | Barbados            | 60-59       | Trinidad en Tobago |
| 11/10 | 5e-6e plaats   | Malawi              | 59-47       | Zuid-Afrika        |
| 12/10 | Halve finale   | Australië           | 51-45       | Engeland           |
| 12/10 | Halve finale   | Nieuw-Zeeland       | 59-43       | Jamaica            |
| 13/10 | 3e-4e plaats   | Engeland            | 70-47       | Jamaica            |
| 13/10 | Finale         | Nieuw-Zeeland       | 66-64(n.v.) | Australië          |

Atletiek · Badminton · Boksen · Boogschieten · Bowls · Gewichtheffen · Gymnastiek · Hockey · Netball · Rugby sevens · Schietsport · Schoonspringen · Squash · Synchroonzwemmen · Tafeltennis · Tennis · Wielersport · Worstelen · Zwemmen